# Marina Abramović
Pour les articles homonymes, voir Abramović.
Marina Abramović (en serbe en écriture cyrillique : Марина Абрамовић), née le 30 novembre 1946 à Belgrade, est une artiste contemporaine serbe performeuse.
Connue à l’échelle mondiale pour des performances aux caractères violents et provocant, elle fait partie du courant artistique de l'art corporel.

## Biographie
Marina Abramović naît à Belgrade. Son père, Vojin Abramović, fait partie de la garde d'élite du maréchal Tito. Sa mère, Danica, est à la tête d'un institut chargé des monuments historiques et de l'acquisition d'œuvres pour les bâtiments publics, et dirige le musée de l'Art et de la Révolution. Sa grand-mère maternelle, très pieuse, s'occupe d'elle jusqu'à ses 6 ans. Elle est ensuite de nouveau confiée à ses parents à la naissance de son frère Velimir, entre une mère stricte et un père absent. Elle est élevée comme un soldat communiste et subit de nombreux traumatismes parentaux. En effet, frappée par sa mère et sa tante depuis son plus jeune âge, elle vit face à une violence permanente entre ses deux parents. Ses traumatismes et ses dilemmes psychiques ont donc structuré ses performances. Son enfance a créé un impact considérable dans son inspiration artistique,.
Entre 1965 et 1970, elle étudie à l'académie des beaux-arts de Belgrade. Elle poursuit ses études à Zagreb dans l'atelier du peintre Krsto Hegedušić. Elle retourne à Belgrade en 1973 et donne des cours à l'Académie des arts de Novi Sad jusqu'en 1975.
En 1973, elle effectue ses premières performances avec des objets dangereux ainsi que des médicaments, afin de se mettre à l'épreuve. Elle participe en 1975 à la Biennale de Paris, commence sa collaboration avec Ulay (son compagnon entre 1976 et 1988) et effectue des recherches sur les cultures archaïques et les principes dualistes lors de multiples voyages. En 1980, elle écrit avec Ulay Relation Work and detour.

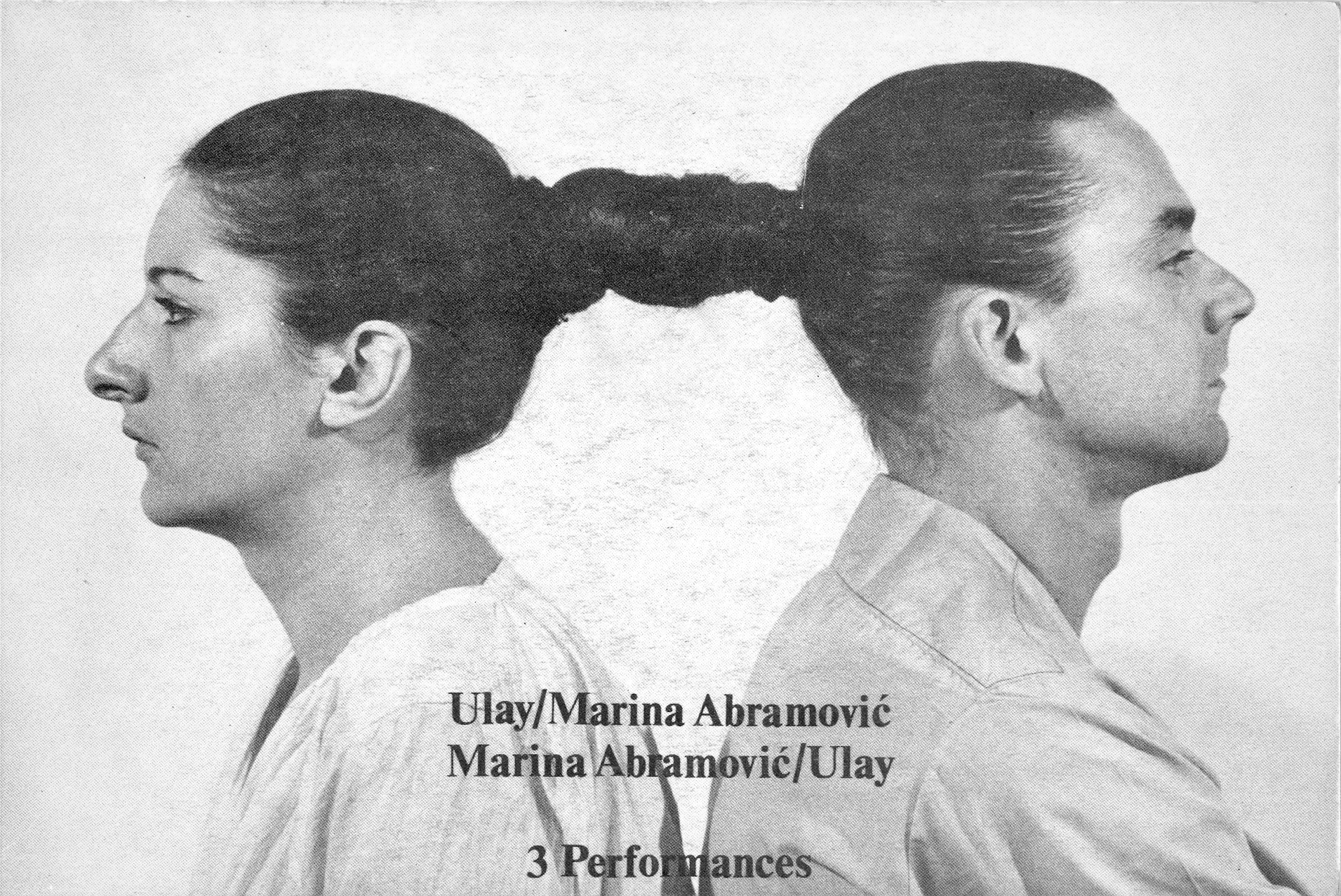
Livre d'artiste, 1978, musée CODA.

Entre 1982 et 1985, elle participe à la documenta 7 à Cassel et la Biennale de São Paulo, Brésil. En 1988, elle met fin au travail avec Ulay après avoir fait une ultime collaboration, The Great Wall Walk, en Chine. En 1992, elle participe à Documenta 9 à Cassel. En 1989, elle tente de passer de l'état de conscience individuelle à l'état de conscience collective à l'aide d'installations diverses composées de bois, de cristaux et de pierre. En 1990-1991, elle est professeur invitée à l'école des beaux-arts de Berlin et à l'Académie des beaux-arts de Paris. En 1992, elle a une chaire à l'Académie des beaux-arts de Hambourg. Entre 1992 et 1995, elle enseigne à l'École supérieure des beaux-arts de Hambourg. Elle gagne le Lion d'or de la meilleure installation à la Biennale de Venise en 1997 et commence à enseigner à l'École supérieure des beaux-arts de Brunswick et continue jusqu'en 2004.
Elle réside à l’Atelier Calder à Saché d'avril à septembre 2001.
En 2005, Marina Abramović présente Balkan Erotic à la Fondation Pirelli de Milan et dans la galerie Seán Kelly à New York. Au cours de la même année, elle est honorée par le musée Solomon R. Guggenheim de New York, où elle réalise la série de performances Seven Easy Pieces. En 2010, le MoMA de New York consacre à l'artiste la rétrospective The Artist Is Present. L'année suivante, le Garage Center for Contemporary Culture de Moscou héberge une rétrospective de son travail.
En 2011, Marina Abramović participe comme protagoniste à la pièce de Bob Wilson The Life and Death of Marina Abramović.
Le documentaire Marina Abramovic: The Artist Is Present est présenté pour la première fois en 2012 dans le cadre du Sundance Film Festival.

### Vie personnelle
Les conflits psychiques et les traumatismes causés par les parents de l’artiste prennent une place importante dans l’œuvre de la performeuse. Cette dernière, par ses œuvres, expose à la fois des dilemmes psychiques subis mais les dépasse également en réalisant ses performances.
Marina Abramović vit et travaille à New York.
En octobre 1971, à vingt-cinq ans, elle se marie avec l'artiste Neša Paripović (en), rencontré en 1965 à l'académie des beaux-arts de Belgrade ; elle le quitte en 1976 pour l'artiste Ulay. Elle est ensuite mariée pendant onze ans (jusqu'en 2010) avec l'artiste Paolo Canevari (en). Elle partage une maison à Manhattan avec Riccardo Tisci, directeur artistique chez Givenchy. Depuis, elle vit seule dans un appartement de Tribeca.

## Œuvres

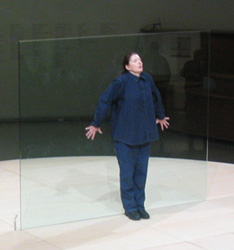
Marina Abramović, Seven Easy Pieces, New York, 2005.

Marina Abramović fait partie du courant artistique de l'art corporel, se retrouvant physiquement en danger, une fois presque morte asphyxiée, sous un rideau de flammes, pendant des performances brutales et perturbantes. Elle dit à ce propos : « Je suis intéressée par l’art qui dérange et qui pousse la représentation du danger. Et puis, l’observation du public doit être dans l’ici et maintenant. Garder l’attention sur le danger, c’est se mettre au centre de l’instant présent. » Soutenue à Belgrade pour sa rébellion contre l'éducation stricte et la culture répressive de la Yougoslavie d'après-guerre de Tito, ces premières pièces sont des rituels de purification conçus pour sa propre libération. La guerre qui éclate en Yougoslavie entre 1991 et 2001 a marqué durablement le travail de la Serbe Marina Abramović dans une dizaine d'œuvres au total.

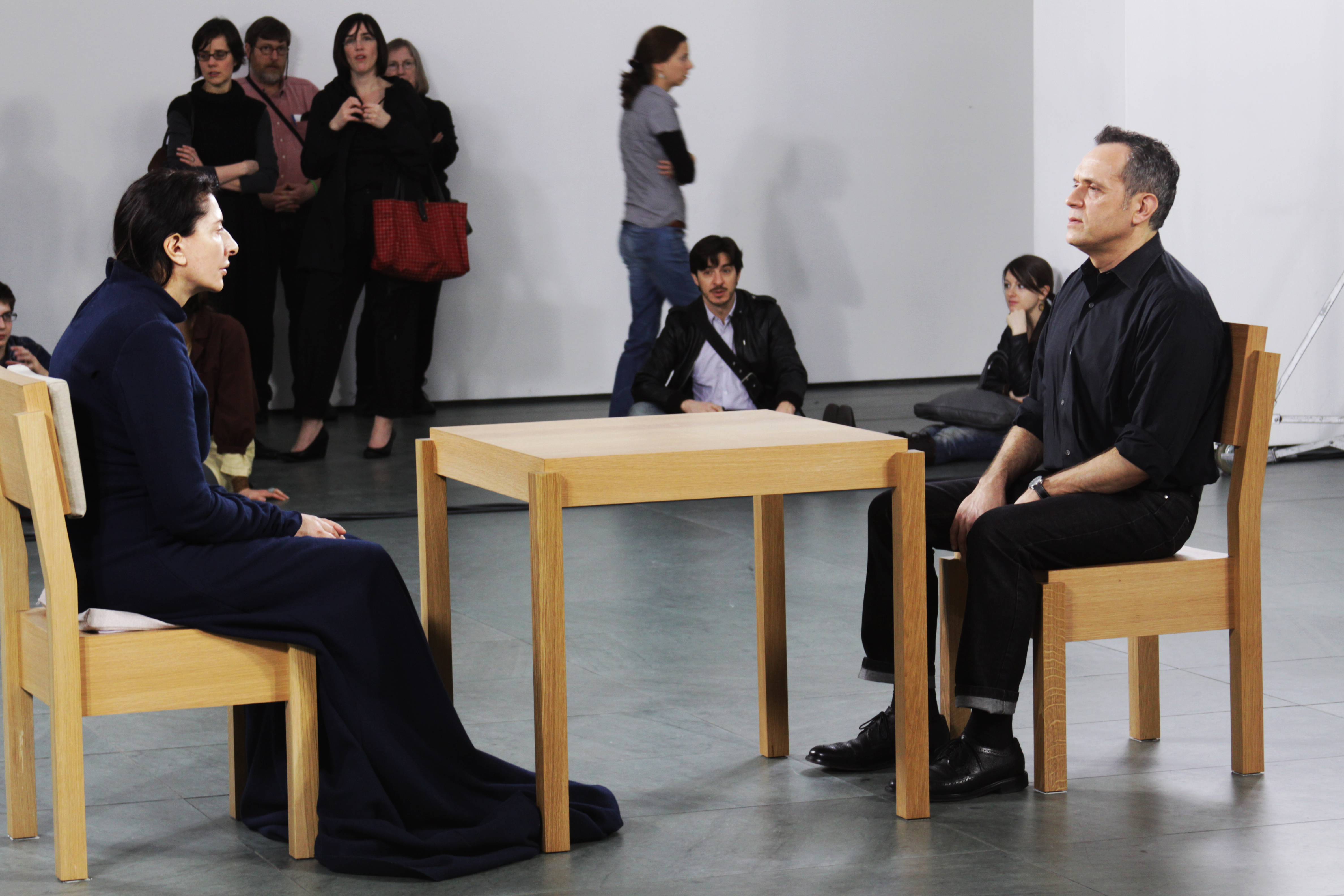
The Artist is Present, MoMA, mai 2010.

En 1974 l'artiste réalise la performance Rhythm 0, où elle se laisse manipuler par le public avec les objets de leurs choix (fleurs, plumes, couteaux, armes à feu...). Lors de cette performance, Marina Abramović semble bouleverser la fonction du rituel au sens chrétien du terme en permettant aux participants de violer et de profaner son corps comme ils l’entendent. Les limites physiques du corps de l’artiste sont transgressées dans cette série d’actions rituelles. Ce rituel de profanation peut être vu comme une cérémonie religieuse dans laquelle les participants accomplissent le sacrement du corps profané. Marina Abramović peut donc être considérée comme la victime sacrificielle qui purge les torts de la communauté, l’invitation écrite expliquant aux participants ce qu’ils doivent faire. Les blessures de l'artiste peuvent être considérées comme de la mutilation qui peut être mise en parallèle avec la fonction du sacrifice rituel dans le pragmatisme et donc avec le sacrifice du Christ sur la croix.
En 1975, l'artiste rencontre Ulay, avec qui elle collabore douze ans, et dans Relation in Time, en 1977, ils collent leurs bouches l'une à l'autre, des microphones attachés avec du ruban adhésif près de leurs gorges, respirant, tour à tour, l'air des poumons l'un de l'autre, au point de n'échanger que de l'anhydride carbonique, jusqu'au point de suffocation.
Dans une œuvre de 1980, Rest Energy, ils tendent un arc avec une flèche dirigée vers le cœur de Marina : seul le poids de leurs corps maintenant la tension ; des microphones enregistrant les accélérations rapides de leurs battements de cœur. Entre 1981 et 1987, ils s'installent comme des tableaux vivants dans des musées, pendant la performance: Nightsea Crossing.
Leur dernier travail, La Grande Promenade de mur de 1988, nécessite que chacun marche 2 000 kilomètres le long de la Grande Muraille, démarrant aux extrémités opposées et se réunissant au milieu. À l'origine de ce projet, cette marche l'un vers l'autre symbolisait les retrouvailles d'un couple amoureux. Mais huit ans plus tard, le temps nécessaire pour obtenir les autorisations du gouvernement chinois et leur relation s'acheminant vers une rupture, leurs retrouvailles au milieu du mur donnent lieu à une longue accolade, avant qu'ils ne s'éloignent l'un de l'autre.
En 1995, à travers la performance The onion, l’artiste dénonce l’extermination de huit mille bosniaques par l’armée serbe, définie comme un massacre. Dans cette performance vidéo, nous pouvons voir l’artiste manger un oignon cru en pleurant de dégoût, tout en se plaignant de sa vie. Les couches d’oignon représentent les couches de la vie, les masques socioculturels avec lesquels l’ego dissimule sa propre identité, The onion serait donc une manière de s’attaquer à la construction fragile et artificielle de l'identité personnelle soit de l’ensemble de l’identité nationale yougoslave, chaque couche rappellent les différentes nations composant la Yougoslavie. Celle-ci symbolisée par l’oignon qui ne peut produire que des larmes pour une terre qui se meurt, les pleurs inévitables provoqués par l’oignon se transforment en pleurs de deuil. L'oignon n'ayant pas de noyau découvre son néant couche après couche, emblème de la mort et de la perte, celui-ci relève peut-être une pénitence encore plus profonde de l’artiste.
Autoproclamée « grand-mère de l'art performance », elle présente, en 1997, une installation et une performance nommée Balkan Baroque à la Biennale de Venise, où elle s'enferme durant quatre jours pour nettoyer un tas d’os sanguinolents alors qu'une vidéo projetée sur le mur de la pièce évoque l’histoire des guerres de Yougoslavie et reçoit le Lion d'Or du meilleur pavillon.
En 2010, Marina Abramović et Ulay se retrouvent pendant une minute l'un en face de l'autre durant une performance de Marina Abramović au Museum of Modern Art (MoMA).
En 2011, elle cocrée la pièce de théâtre autobiographique The Life and Death of Marina Abramovic sous la direction de Bob Wilson au Manchester International Festival. En 2013, elle participe à la création du Boléro de Ravel pour l’Opéra de Paris aux côtés de Sidi Larbi Cherkaoui et Damien Jalet, et en signe la scénographie.
Une des constantes de  l'œuvre de Marina Abramović est la présence du corps et donc du body art. Elle repousse les limites de la vie et de la mort comme le montre son œuvre The Life and Death of Marina Abramović (2012), où l’artiste a organisé ses propres funérailles en collaboration avec le grand metteur en scène de théâtre américain, Bob Wilson.
En 2013, elle collabore avec la chanteuse Lady Gaga pour une expérience sensorielle visant à renforcer la sensibilité physique et mentale de l'artiste. Dans un entretien publié en juin 2014, elle déclare à ce sujet « Lady Gaga a 43 millions d’admirateurs. Aucun artiste ou plasticien n’a une telle audience. C’est une autre manière de propager l’art ». Elle inspire également le chanteur Jay-Z, et apparaît à ses côtés dans la performance artistique vidéo Picasso Baby en 2013. Accusée de satanisme, pour sa performance Devils Heaven [Le Paradis du Diable], lors d'une soirée caritative au profit du Robert Wilson's Watermill Center, le 22 juillet 2013 car depuis les années 1990, ses dîners Spirit Cooking évoquent des repas cannibales, comme en juin 2015, où une poupée en gâteau baignant dans une sauce rouge est mangée par les convives.
En 2021, elle inaugure le monument, Mur de cristal en larmes (Crystal wall of crying), sur le site du Centre de commémoration de l’Holocauste de Babi Yar, en hommage aux victimes du massacre de Babi Yar, à Kiev, en Ukraine.

## Ses débuts dans l'art
Malgré ses rapports troublés avec sa mère qui la dénigrait beaucoup, celle-ci aurait néanmoins poussé Marina Abramović dans le monde de l’art et notamment via la peinture. Ses peintures et ses photos permettent d’entrevoir de quelles manières l’artiste a ouvert la voie à sa créativité artistique et nous pouvons trouver certains rapports entre son travail de performeuse et ses débuts artistiques, notamment dans son traitement du corps. L’exposition “The cleaner” de Belgrade en 2017, retrace ses débuts dans la photographie et la peinture.

### Publications
- Hangar Bicocca, Balkan Epic : Marina Abramović, Skira, 2006 (ISBN 978-8-876-24678-4).
- Collectif, L'Art du XXe siècle, Cologne, Taschen, 2007 (1re éd. 1998) (ISBN 978-3-822-84088-7)[26].
- Marina Abramović, Walk Through Walls : A Memoir, New York, Random House, 25 octobre 2016, 385 p. (ISBN 978-1-101-90504-3).
- Marina Abramovic (trad. Odile Demange), Traverser les murs : Mémoires [« Walk through walls »], Paris, Fayard, 2017, 444 p. (ISBN 978-2-213-70112-7).

### Expositions individuelles
- 1974 : Rhythm 0, Galleria Studio Morra à Naples[27].
- 1992 : Nightsea Crossing, Stedelijk Museum à Amsterdam ; Musée d'Art contemporain d'Australie à Sydney[27].
- 1992-1993 : The Biography, International Biennal of Innovative Visual Art à Madrid[27].
- 1999 : Marina Abramović Works, Center of Contemporary Art Kunstquartier à Hildesheim[27].
- 1999 : Artist Body - Public Body, Kunstmuseum Bern[27].

### Expositions collectives
- 1977 : Performance space, Kassel en Allemagne (avec Ulay)[27].
- 1982 : documenta 7, Kassel en Allemagne[27].
- 1995 : Mémoire du futur, Centre national d’art et de culture Georges-Pompidou à Paris[27].
- 1997 : Future Present, Ratskeller à Berlin[27].
- 1998 : Out of Actions: Between Performance and the Object, 1949-1979, The Museum of Contemporary Art à Los Angeles[27].

## Distinctions et récompenses
- 2025 : Praemium Imperiale dans catégorie « sculpture »[28]

### Filmographie
- 2000 : Balkan Baroque, de Pierre Coulibeuf, 63 min (scénariste et interprète).
- 2006 : Destricted (film collectif ; segment Balkan Erotic Epic)
- 2012 : Marina Abramovic: The Artist Is Present, documentaire de Matthew Akers et Jeff Dupre, 106 min.